# Diversidade de gênero
A diversidade de gênero é a representação justa ou equitativa de pessoas de diferentes gêneros. Isso se refere mais comumente a uma proporção equitativa de homens e mulheres, mas também inclui pessoas de gênero não binário ou intersexo. A diversidade de gênero em conselhos corporativos tem sido amplamente discutida, e muitas iniciativas em andamento estudam e promovem a diversidade de gênero em campos tradicionalmente dominados por homens, como computação, engenharia, medicina e ciência. Argumenta-se que algumas explicações propostas são sem mérito e, na verdade, perigosas, enquanto outras desempenham um papel em uma interação complexa de fatores. Sugere-se que a própria natureza da ciência pode contribuir para a exclusão das mulheres do 'caminho'.

## Benefícios
As empresas têm mais probabilidade de atrair pessoas mais diversas e pessoas que consideram políticas de igualdade de gênero ao avaliar diferentes empregadores.

### Desempenho financeiro
Alguns estudos mostram que maior diversidade na força de trabalho é esperada para trazer maiores retornos, mas outros estudos não apoiam essa alegação.

### Reputação
A diversidade de gênero nas empresas leva a uma melhoria na reputação, tanto diretamente quanto indiretamente. Diretamente, empresas com um maior percentual de diretores de conselho do sexo feminino são bem vistas em setores que operam próximos aos clientes finais e têm mais probabilidade, por exemplo, de estar na lista do "World's Most Ethical Companies" do Ethisphere Institute.
Indiretamente, diretores do sexo feminino têm mais probabilidade de notar e menos probabilidade de cometer fraudes. Além disso, políticas de diversidade de gênero também parecem estar correlacionadas com um aumento na responsabilidade social corporativa, bem como com uma melhor imagem organizacional geral.

### Base de clientes
Como homens e mulheres têm pontos de vista, ideias e entendimentos de mercado diferentes, uma força de trabalho diversificada em termos de gênero permite uma melhor resolução de problemas. Um estudo feito em 2014 pela Gallup descobriu que a contratação de uma força de trabalho diversificada em termos de gênero permite que a empresa atenda a uma base de clientes cada vez mais diversificada. Isso acontece porque uma força de trabalho diversificada em termos de gênero facilita o acesso a recursos, como múltiplas fontes de informação ou crédito e conhecimento da indústria. Organizações com diversidade de gênero também se beneficiam de um maior entendimento e satisfação do cliente.

### Processos de tomada de decisão
A diversidade de gênero nos conselhos aumenta a diversidade de ideias ao introduzir diferentes perspectivas e abordagens para a resolução de problemas. Isso oferece às equipes maior flexibilidade e vantagens na tomada de decisões.

### Diversidade de estilos de gestão
Uma pesquisa recente realizada pela RSA constatou que as mulheres são consideradas como trazendo empatia e intuição para a liderança, uma vez que têm uma maior compreensão das motivações e preocupações de outras pessoas. 62% dos respondentes da pesquisa afirmaram que as mulheres contribuem de maneira diferente na sala de reuniões em comparação com seus colegas do gênero masculino. Uma proporção semelhante viu as mulheres como mais empáticas, com melhor compreensão de como as decisões se desenrolam na organização como um todo. Quando se trata de comunicação e colaboração eficaz, "mais da metade sente que as mulheres são melhores". Organizações com diversidade de gênero também desfrutam de níveis mais elevados de criatividade, inovação e resolução de problemas. Um estudo sobre o tema encontrou uma pequena diferença na presença quando a diretora é uma mulher. Entre 74 empresas, das quais 3,4% tinham diretores do sexo masculino e 3,2% eram mulheres, houve problemas de presença. Embora seja uma diferença de 0,02%, de 84 diretores, 7 eram mulheres.

## Mensuração

### Em sala de reuniões
Entre a primavera de 2014 e a primavera de 2015, houve um aumento no número de presidentes do gênero feminino nos relatórios do FTSE 100. Na primavera de 2014, havia 1 presidente do sexo feminino no FTSE; isso aumentou para 3 até a primavera de 2015. O número de CEOs do sexo feminino no FTSE 100 também aumentou entre 2014 e 2015. Na primavera de 2014, havia 4 CEOs do sexo feminino no FTSE 100; isso aumentou para 5 até a primavera de 2015. Até 2017, o número de CEOs do sexo feminino entre as empresas Fortune 500 era de 32 (~6%). As CFOs do sexo feminino no FTSE 100 viram o maior aumento. Na primavera de 2014, havia 8 CFOs do sexo feminino no FTSE 100; isso aumentou para 12 até a primavera de 2015.

### Nos mercados financeiros
A partir de 2016, a State Street Global Advisors oferece um fundo negociado em bolsa (em inglês, exchange-traded fund - ETF) que acompanha empresas com proporções relativamente altas de mulheres em posições executivas e de direção. O ETF segue um índice de 185 empresas dos EUA que são negociadas publicamente e têm liderança executiva diversificada em termos de gênero, definida como vice-presidente sênior ou superior. Cada empresa no índice deve incluir pelo menos uma mulher em seu conselho de administração ou como CEO. O fundo é negociado sob o símbolo SHE e aumentou 4,96% em valor nos primeiros nove meses desde o início. Em apoio à abordagem do preconceito de gênero sistêmico contra as mulheres na liderança e na área de STEM (Ciência, Tecnologia, Engenharia e Matemática) que se manifesta desde cedo na vida, o provedor de ETF se comprometeu a direcionar uma parte desconhecida de sua receita para organizações de caridade.

### Na indústria cinematográfica

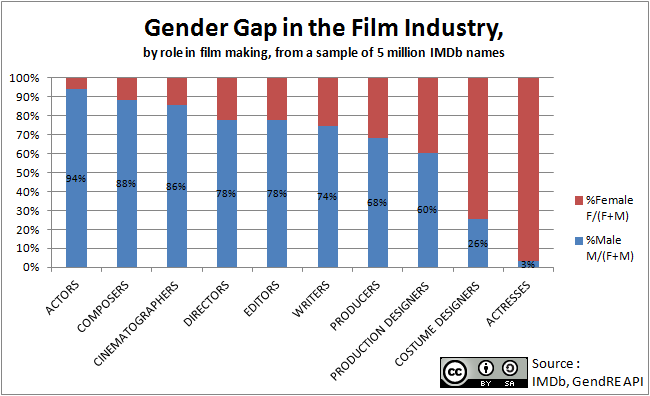
GenderGap na IMDb

A análise da Internet Movie Database (IMDb, dados de 2005) mostra o quão grande é a lacuna de gênero na indústria cinematográfica, especialmente para os tipos de empregos mais prestigiados. Há quase o dobro de atores do que atrizes no IMDb. Empregos prestigiosos, como compositor, diretor de fotografia e diretor, são respectivamente dominados em 88%, 76% e 86% por homens.

### Na indústria de ciências da vida
A indústria de ciências da vida abrange uma ampla gama de áreas e inclui empresas farmacêuticas, empresas de estudos e serviços de pesquisa, fabricantes de ferramentas e reagentes de pesquisa, entre outros tipos, embora em alguns contextos seja equiparada a empresas de desenvolvimento de medicamentos (Big Pharma e small pharma). De acordo com dois relatórios da indústria de 2017, homens e mulheres entram na indústria em números iguais, mas as mulheres ocupam ¼ ou menos das posições de alto escalão e menos de 20% das posições no conselho de administração. A primeira CEO mulher de uma grande empresa farmacêutica surgiu em 2017, Emma Walmsley na GlaxoSmithKline, o que equivale a 1% dos CEOs de Big Pharma sendo mulheres.